# Wuzhishan
Wuzhishan (chiń. 五指山; pinyin Wǔzhǐshān) – miasto o statusie podprefektury w południowych Chinach, w prowincji Hajnan. Miasto liczy ok. 107 000 mieszkańców.